# 徐马荒
徐马荒湿地风景区位于兴化市西郊镇西部，与高邮接壤，距兴化城区14公里。总面积11平方公里，其中沼泽4100亩，陆地1950亩，森林2800亩，鱼塘4820亩。